# Asclepi (månekrater)
Asclepi er et stærkt nedslidt nedslagskrater på Månen, beliggende i det forrevne sydlige højland på Månens forside. Det er opkaldt efter den italienske astronom og fysiker Giuseppe Asclepi (1706-1776).
Navnet blev officielt tildelt af den Internationale Astronomiske Union (IAU) i 1935. 
Krateret observeredes første gang i 1645 af Johannes Hevelius.

## Omgivelser
De nærliggende kratere, som er værd at bemærke er Pitiscus mod nord-nordøst, Hommel ret øst og Baco mod nordvest. I sydvestlig retning ligger det mindre Tanneruskrater. 

## Karakteristika
Den ydre rand er blevet nedslidt og afrundet af senere nedslag gennem mange millioner år, så den nu næsten er i niveau med det omgivende terræn. Som resultat heraf er krateret kun lidt mere end en forsænkning i overfladen. Det indre er næsten fladt og uden særlige formationer.
I Asclepis rand bemærkes kun et lille krater over dens vestlige side sammen med adskillige småkratere. Satellitkrateret "Hommel K" er et nyere nedslagskrater, som er forbundet med den sydøstlige rand. Dette krater er skålformet med en skarp kant og en lille central kraterbund.

## Satellitkratere
De kratere, som kaldes satellitter, er små kratere beliggende i eller nær hovedkrateret. Deres dannelse er sædvanligvis sket uafhængigt af dette, men de får samme navn som hovedkrateret med tilføjelse af et stort bogstav. På kort over Månen er det en konvention at identificere dem ved at placere dette bogstav på den side af satellitkraterets midte, som ligger nærmest hovedkrateret. Asclepikrateret har følgende satellitkratere:
| Asclepi | Længde  | Bredde  | Diameter |
| ------- | ------- | ------- | -------- |
| A       | 52,9° S | 23,0° Ø | 14 km    |
| B       | 54,1° S | 23,9° Ø | 19 km    |
| C       | 53,3° S | 23,4° Ø | 11 km    |
| D       | 53,5° S | 24,1° Ø | 18 km    |
| E       | 52,1° S | 24,1° Ø | 7 km     |
| G       | 53,3° S | 24,8° Ø | 5 km     |
| H       | 52,7° S | 25,1° Ø | 19 km    |

## Måneatlas
- Billeder af Asclepikrateret i LPI-måneatlasset